# Lista de representantes permanentes do Kuwait nas Nações Unidas
Esta é uma lista de representantes permanentes do Kuwait, ou outros chefes de missão, junto da Organização das Nações Unidas em Nova Iorque.
O Kuwait foi admitido como membro das Nações Unidas a 14 de maio de 1963.
| Início | Término | Representante permanente (Chefe de missão) | Cargo                    | Credenciais |
| ------ | ------- | ------------------------------------------ | ------------------------ | ----------- |
| 1963   | 1967    | Rashid Al-Rashid                           | Representante permanente | 1963-09-17  |
| 1967   | 1971    | Muhalhel Mohamed Al-Mudhaf                 | Representante permanente | 1967-07-27  |
| 1971   | 1981    | Abdullah Bishara                           | Representante permanente | 1971-09-15  |
| 1981   | 2003    | Mohammad A. Abulhasan                      | Representante permanente | 1981-09-03  |
| 2004   | 2006    | Nabeela Abdulla Al-Mulla                   | Representante permanente | 2004-01-16  |
| 2006   | 2009    | Abdullah A. Al-Murad                       | Representante permanente | 2006-07-31  |
| 2010   | atual   | Mansour Al-Otaibi                          | Representante permanente | 2010-03-04  |